# Microbotryum emodensis
Microbotryum emodensis är en svampart som först beskrevs av Miles Joseph Berkeley, och fick sitt nu gällande namn av M. Piepenbr. 2004. Microbotryum emodensis ingår i släktet Microbotryum och familjen Microbotryaceae.   Inga underarter finns listade i Catalogue of Life.